# Водометний рушій
Водометний рушій (водомет) — рушій, у якого силу, що рухає судно, створює струмінь води (реактивна тяга), який виштовхується з нього. Являє собою водяну помпу, яка працює під водою.
Цей принцип пересування спостерігають у кальмарів, восьминогів, каракатиць, медуз, морських гребінців та ін. Ці тварини пересуваються, викидаючи ввібрану ними воду.

## Історія
Ідея про самий принцип викидання води, на основі архимедового гвинта, відома по двох винаходах 1661 року в Англії, але тільки з винайденням Ваттом парового двигуна в 1765 році досягли значних результатів, коли Раррісі і Мейєн створили насос із паровим приводом для відкачування води з трюмів суден з викиданням струменя води через корму, а за період з 1830 по 1860 рік тільки в одній Англії видали не менше 35 патентів на реалізацію таких пристроїв.
Найдосконаліший тип помпи створив у Лондоні Генрі Бессемер у 1849 році. Це був осьовий насос з однією трубою на всмоктування в носовій частині судна і двома патрубками з кормового боку. Бессемер навіть поставив крильчатки перед і за гвинтом подачі води для випрямлення струменя і для компенсації втрат, що викликаються обертанням струменя води. Олександр Гедьярд в 1852 році запропонував іншу конструкцію: тут було поворотне сопло, яке можна було направляти вперед або назад. Цей насос всмоктував воду через отвір у днищі судна і викидав її крізь корму. Поворот струменя приводив до повороту судна.
До кінця XIX століття, в епоху королеви Вікторії, водомети випробували на різних суднах. Так, Британське адміралтейство ухвалило проєкт водомета з крильчаткою, який наприкінці 1860-х рр. замінили звичайним гвинтом. Адміралтейство зайшло так далеко, що навіть погодилося провести натурні випробування двох типів двигунів. Були побудовані дві абсолютно однакових канонерки довжиною 4,2 метра, на одній з яких встановили водомет, а на іншій — звичайний гребний гвинт. «Реактивна» канонерка з відцентровим насосом, який викидав воду через два отвори в кормі, при потужності двигуна в 760 к. с., розвинула швидкість 17 км/год, що злегка поступалося показниками традиційного гвинта, з яким мотор потужністю 696 к. с. розвинув швидкість 18 км/год.
Приблизно в той самий час у декількох європейських країнах була проявлена зацікавленість водометним принципом руху морських суден. У 1878 році, тобто лише 12 років після експериментів в Англії, шведський уряд провів серію аналогічних експериментів з впровадження водометного принципу руху на торпедних катерах. Гвинтові судна (з моторами в 90 к.с.) показали швидкість 18,5 км/год, тоді як водометні (з моторами в 78 к.с.) розвинули швидкість 15 км/год.
Роком пізніше в Німеччині були організовані аналогічні випробування судна з водометом, названим «Hydro-Motor». Так само, як і їх попередники, німці швидко розчарувалися в можливостях водометного принципу руху. У всіх порівняльних випробуваннях гвинтових двигунів проти водометів з відцентровими насосами, перші показали себе краще.
В подальшому багато людей не залишали спроб знайти водометам належне застосування в конкретних завданнях. У 1888 році Британський Національний інститут рятувальних суден розмістив перше в світі замовлення на будівництво човна з водометом. Цей паровий катер був оснащений водометом з відцентровим насосом і повинен був замінити гвинтові судна при проведенні рятувальних операцій на мілководді або в замулених водоймах.
У 1900 році класична книга Сіднея Барнабі з кораблебудування докладно описала водометний принцип руху.
Хоча офіційно вважається, що новозеландський вівчар і винахідник Кріс Вільям Файлд («Білл») Гамільтон (Bill Hamilton, 1899 р.н.) є винахідником сучасного водометного мотора, сам він, однак, з цим не згоден, в 1962 році відповівши на пряме питання з цього приводу: «Я не претендую на авторство винаходу суднового водомета».
Водомет набув широкого поширення, починаючи з 1930-х років, коли на швидкісних суднах стали застосовуватися високооборотисті двигуни авіаційного типу. В цьому випадку водомет дозволяв отримати більший ККД, ніж гребний гвинт, а також був менше схильний до кавітації. Першими носіями водометів стали торпедні і сторожові катери, мілкосидячі річкові судна. Згодом, з розвитком суперкавітуючих гвинтів, застосування водометів на швидкісних суднах скоротилося.

## Конструкція

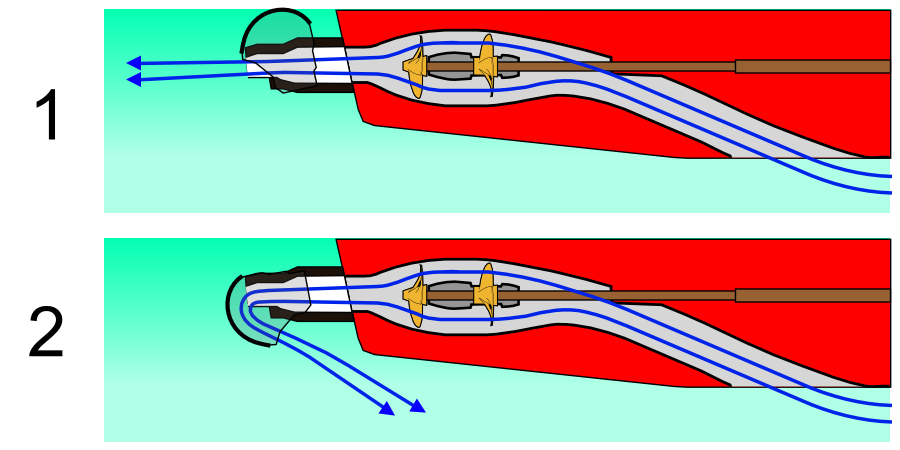
Реверсивно-рульовий пристрій, принцип реверсу випускного струменя:
1 — передній хід;
2 — задній хід.

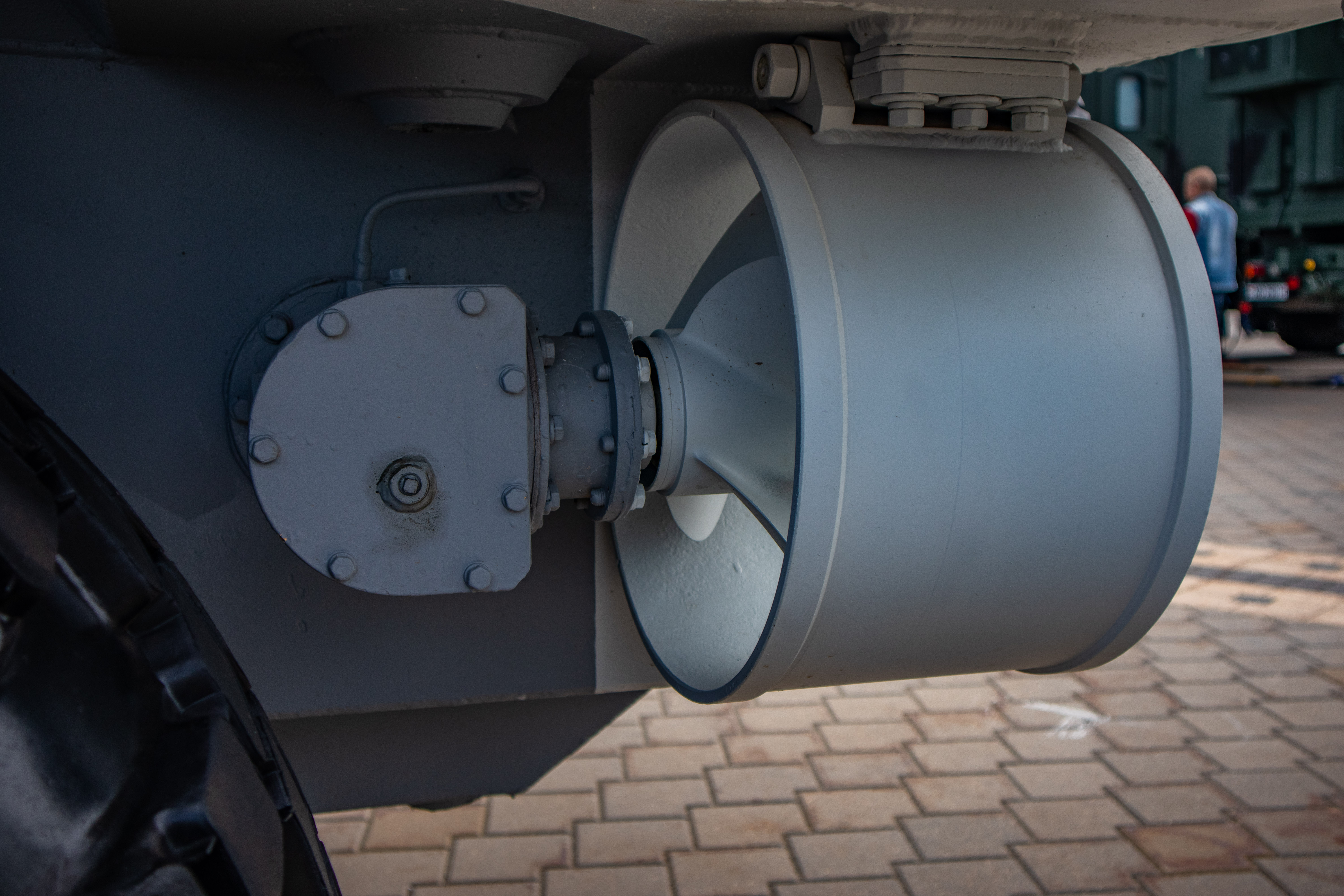
Водомет на бойовій машині-амфібії «Кайман»

Водомет складається, як правило, з імпелера (гвинта) з валом, водоводу (водометної труби), спрямувального апарата і реверсивно-рульового пристрою (РРП).
У водогоні, що являє собою профільовану трубу, водяний потік прискорюється або лопатевим механізмом (гребний гвинт, крильчатка насоса), або енергією згоряння палива або тиском стисненого газу, що і забезпечує спрямований викид струменя через випускний отвір в кормі. Відкидна маса води створює упор рушія, що і приводить судно в рух.
Водоводи розташовуються усередині або зовні корпусу судна. Ефективність водомету залежить від форми водоводів, місця розташування і конструкції водозабірників, і зазвичай менше, ніж у гребного гвинта.
Якщо водяний потік прискорюється лопатевим механізмом:
- в нижній частині днища є отвір, через яке вода потрапляє у водотік (що являє собою вигнуту трубу), в якому знаходиться імпелер, при обертанні якого виникає розрідження, завдяки чому вода рухається по водозабірнику (приймальній трубі). Отримавши деяке прискорення, вона викидається через сопло, вихідний діаметр якого менше, ніж діаметр водоводу.
 У передній частині водовід має гніздо для кріплення опорного вузла гребного вала; в протилежній частині водоводу є фланець для кріплення обійчатки імпелера, який переднім кінцем спирається на вальниці опорного вузла. Крутний момент на імпелер передається через штифт запобіжної муфти. На задньому кінці гребного валу встановлені обтічник та імпелер. Втулка ковзання обертається в гумометалевій вальниці спрямувального апарата (втулка Гудріча, така гумометалева вальниця працює тільки у водному середовищі), запресованого в бронзову втулку спрямувального апарата. Герметичність порожнини підшипників забезпечують манжети і прокладки.

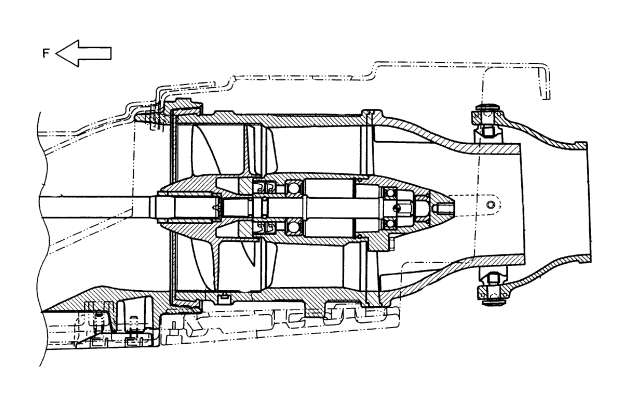
Кресленик водомету

РРП, при повороті в горизонтальній площині потоку, забезпечує поворот судна. При перекритті потоку з сопла струмінь води повертається назад, що дає судну задній хід.
Водомет, як і підвісний мотор, схильний до забивання водоростями, які, намотуючись на вал з імпелером, можуть його заклинити. На випадок заклинювання водомета для запобігання поломці стаціонарного двигуна на валу передбачена шпонка, що у такому разі зрізується. Очистити від водоростей можна, відкривши оглядовий люк і прибравши їх. Оглядовий люк знаходиться в своєрідному «колодязі», краї якого підняті вище ватерлінії, що дозволяє мати доступ до водоводу на плаву. Від потрапляння у водомет великих каменів оберігає решітка у впускному отворі.

## Переваги і недоліки
переваги
- хороша захищеність від механічних пошкоджень і можливість униктнути кавітації
- безпека — імпелер знаходиться всередині і безпечний для людей, що знаходяться поруч у воді.
- можливість проходження судна по мілководдю, подолання засмічених ділянок водойм (засмічені фарватери) і навіть окремих перешкод, які виступають з води (перекати, мілини і т. ін.), там, де на звичайному гвинтовому моторі можна зруйнувати гвинт, а то і сам мотор.[2]
- на великих швидкостях ККД вище, ніж у гребних гвинтів (забезпечується або збільшена максимальна швидкість, або економія палива.[2][3])
- водометні катери стійкіші і керованіші, — це тому, що водомет якби «присмоктує» катер до води, за рахунок чого він стійко поводиться навіть на різких віражах на високій швидкості.
- судно може здійснити розворот практично на місці і навіть рухатися «лагом» — бортом вперед, — на відміну від судна з класичним гвинтовим рушієм.[2]
- не потрібно використовувати реверс-редуктор, можливо гальмування з повного ходу, — вибіг судна при екстреному гальмуванні найбільш короткий.[2]
- менший гідродинамічний шум у порівнянні з гвинтовими рушіями, що дуже важливо для підводних човнів;
- сам гвинт в водометі працює в стаціонарних умовах, близьких до ідеальних, на які не впливає потік води ззовні.

недоліки
- менший, ніж у гвинтів, ККД на малих швидкостях (наприклад, при запуску/розгоні) через:
  - необхідності перевезення, крім власне корисного вантажу, також і води, що знаходиться в трубопроводі (в якості робочого тіла);
  - втрати потужності через тертя води об стінки трубопроводу;
  - втрати потужності через турбулентні завихрення потоку води в каналах водомета.
- важкість подачі води крізь днище судна до насоса, на ефективність якого буде впливати швидкість руху судна щодо води.
- водозабір працює так само, як помпа і може затягнути з дна каміння, пісок, сміття. Це може забити систему охолодження або пошкодити імпелер і водовід.
- висока ступінь зносу пари ротор-статор, так як судно часто експлуатується на мілководді.
- ремонт більш витратний, ніж ремонт гвинтів.
- також, для водометного катера характерно своєрідність поведінки на малому ходу.

## Застосування
Водометні рушії застосовуються зазвичай на суднах, плаваючих на мілководді, починаючи від легких моторних човнів до швидкісних суден (наприклад, типу «Зоря») та буксирів (наприклад, типу БМ) або служать в якості підрулювального пристрою для поліпшення повороткості суден.
Водомети застосовуються на катерах (так, деякі модифікації катерів «Амур» з водометом випускалися серійно на авіазаводі ім. Юрія Гагаріна в Комсомольську-на-Амурі). Багато виробників човнових моторів (Suzuki, Yamaha) випускають підвісні мотори з водометом або модулі-приставки, розраховані на самостійну установку: на гідроциклах, які використовуються при буксируванні воднолижників і вейкбордистів.
Наприклад, прототип водометного катеру Maximog Jet компанії Riddle Marine (м Люістон, штат Айдахо) розганяється від 0 до 100 км/год за 4 секунди завдяки здвоєному судновому водометному бензиновому двигуну потужністю 450 к.с.
Військова техніка

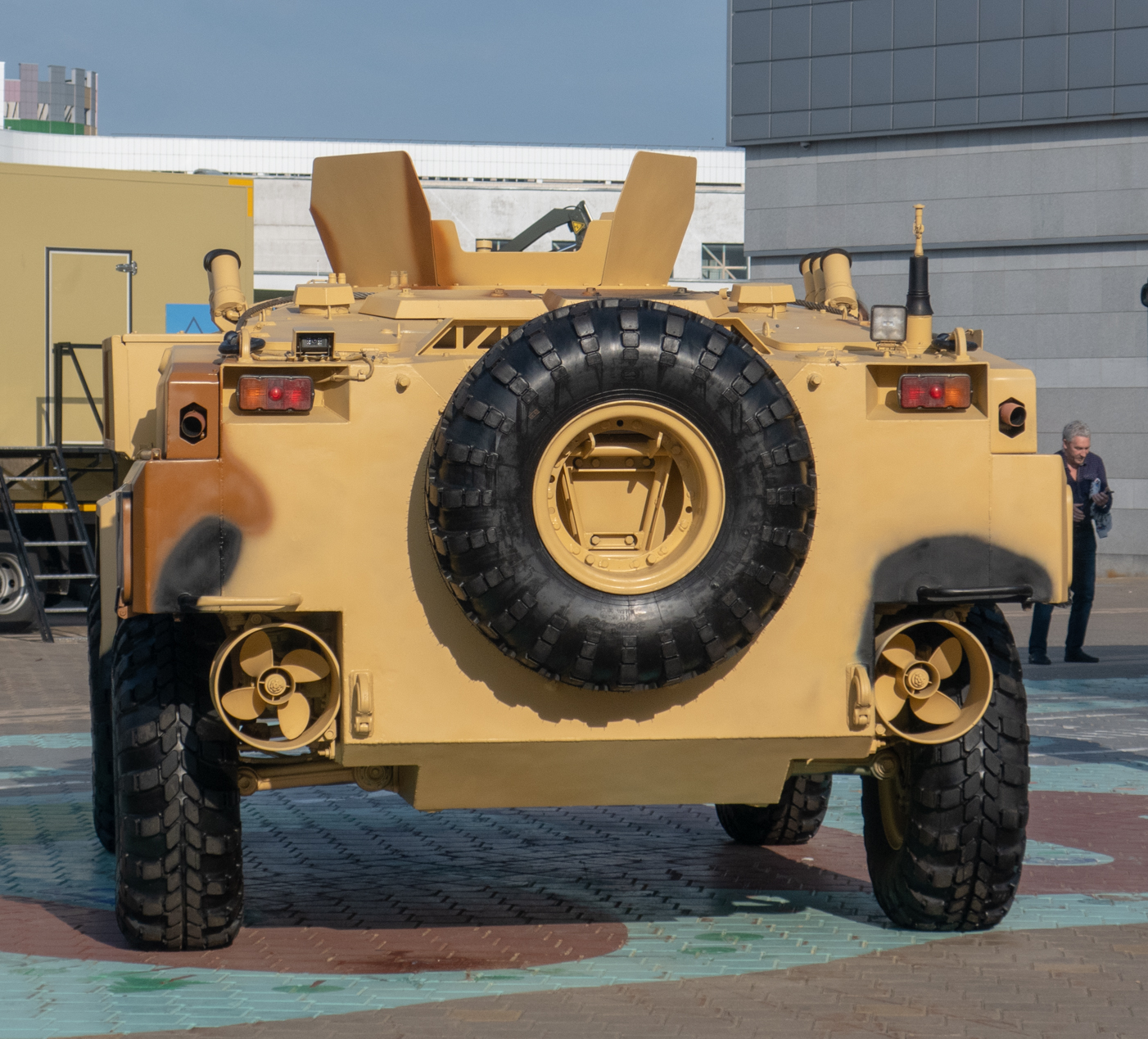
Водометні рушії на білоруській БРДМ «Кайман»

Водомет активно використовується на плаваючій бронетехніці України, СРСР та Росії, зокрема, на плаваючому танку ПТ-76 (знятий з озброєння), бронетранспортерах БТР-50, БТР-60, БТР-70, БРДМ-2 (зняті з озброєння), БТР 80 (стоїть на озброєнні), БТР-90 «Росток» (не прийнятий на озброєння в РФ), українські БТР-3, БТР-4 та інших країн.
Надводний корабель проекту 21631. У підводному флоті: підводні човни типу «Тріумфан» (Франція), типу «Сивулф» (США) і проекту 955 «Борей» (Росія).